# 袁思韓
袁思韓，贵州修文人，清朝政治人物、同進士出身。袁如凱子，袁思干弟。
道光二十四年（1844年）甲辰科進士，三甲二十九名，官江西萬安知縣。